# Hiromasa Yonebayashi

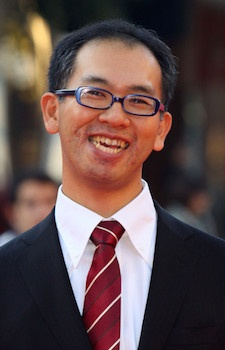
Hiromasa Yonebayashi (2010)

Hiromasa Yonebayashi (jap. 米林 宏昌, Yonebayashi Hiromasa, * 10. Juli 1973 in Nonoichi, Präfektur Ishikawa) ist ein japanischer Anime-Regisseur und -Animator. Er arbeitete bis 2015 überwiegend für das Studio Ghibli und gehört seitdem dem Studio Ponoc an, das er zusammen mit Yoshiaki Nishimura gründete.

## Leben
Nach seinem Studium am Kanagawa College of Art (jap. 金沢美術工芸大学 Kanazawa Bijutsu Kōgei Daigaku) begann Hiromasa Yonebayashi seine Karriere 1996 als Animator beim weltbekannten Zeichentrickfilmstudio „Studio Ghibli“ und wirkte dort an der Seite von Hayao Miyazaki und Isao Takahata an einigen Produktionen mit. Im Film Arrietty – Die wundersame Welt der Borger aus dem Jahr 2010 führte er erstmals Regie und gewann mehrere Auszeichnungen. Seine zweite Produktion Erinnerungen an Marnie erschien 2014 und wurde für den Oscar 2016 in der Kategorie „Bester animierter Spielfilm“ nominiert. Im Juli 2017 folgte in Zusammenarbeit mit dem Studio Ponoc sein dritter Spielfilm Mary und die Blume der Hexen (メアリと魔女の花, Meari to Majo no Hana; engl. Mary and the Witch's Flower).

## Filmografie (Auswahl)

### Als Animator
- 1997: Prinzessin Mononoke
- 1998: Serial Experiments Lain
- 1998: Jin-Roh
- 1999: Meine Nachbarn die Yamadas
- 2000: Ghiblies: Episode 1
- 2001: Chihiros Reise ins Zauberland
- 2002: Mei to Koneko Bus
- 2004: Monster
- 2004: Das wandelnde Schloss
- 2006: Die Chroniken von Erdsee
- 2006: Mizugumo Monmon
- 2008: Ponyo – Das große Abenteuer am Meer
- 2010: Arrietty – Die wundersame Welt der Borger
- 2010: Der Mohnblumenberg
- 2014: Erinnerungen an Marnie
- 2023: Der Junge und der Reiher

### Als Regisseur
- 2010: Arrietty – Die wundersame Welt der Borger
- 2014: Erinnerungen an Marnie
- 2017: Mary und die Blume der Hexen
- 2018: Kanīni to Kanīno (Kurzfilm)